# Вануа Лава
Вануа Лава (на езика бислама Vanua Lava) е вулканичен остров в Тихи океан в архипелага Нови Хебриди, с координати 13,80° ю.ш. и 167,47° и.д. Той принадлежи към островната група Банкс на Република Вануату, провинция Торба. Намира се на разстояние 120 км север-северозапад от Еспириту Санто.
Вануа Лава е най-големият остров от групата Банкс. Тук се намира и масивният действащ вулкан Сере Ама (Soretimeat) с височина 921 м., обкръжен от шест малки конуси и многочислени гейзери.
На юг от вулкана лежат две малки езерца с променящ се цвят и колебаещо се ниво на водната повърхност.
На западния бряг се намира красивия залив Ватерфалл Бей (Waterfall Bay), който както посочва името изобилства от водопади.
Тук се срещат и уникалните морски крокодили. Колонията им може да се види в устуето на река Селва.